# Фонте дела Салса (Перуђа)
Фонте дела Салса је насеље у Италији у округу Перуђа, региону Умбрија.
Према процени из 2011. у насељу је живело 23 становника. Насеље се налази на надморској висини од 559 м.